# Карабанов, Сергей Анатольевич
Сергей Анатольевич Карабанов (28 мая 1965, Москва — 6 августа 2022) — советский и российский хоккейный судья в 1985—2015 годах, инспектор Федерации хоккея России. Лауреат приза «Золотой свисток» как лучший судья чемпионата России по хоккею с шайбой 1999/2000.

## Биография
Занимался хоккеем с шайбой с четвёртого класса в школе «Крыльев Советов». В 1983 году поступил в Центральный институт физкультуры. Судейскую карьеру начал в 1985 году на матчах детских команд, шесть лет обслуживал матчи чемпионата СССР как линейный судья. В 1992 году работал на матчах молодёжного чемпионата Европы, в 1993 году обслуживал матчи чемпионата мира в Германии. В 1994 году судил в качестве линейного судьи финальный матч чемпионата мира в Италии, с того же года — главный судья.
На высшем уровне дебютировал в матче магнитогорского «Металлурга» и уфимского «Салавата Юлаева». В качестве главного арбитра судил два турнира Евролиги, три финала Кубка европейских чемпионов, три молодежных чемпионата мира и четыре взрослых чемпионата мира. За 19 сезонов на высшем уровне провёл 682 игры, в том числе 76 матчей плей-офф. В 2000 году получил приз лучшему арбитру чемпионата России — «Золотой свисток».
За время своей работы хоккейным судьёй Карабанов несколько раз оказывался в центре событий. Так, в ходе одного из розыгрышей чемпионата России после матча «Мечел» — «Салават Юлаев» его избил председатель правления уфимского клуба Тагир Даукаев: у судьи было зафиксировано сотрясение мозга (Даукаев был оштрафован на 10 тысяч рублей, Карабанов же в милицию заявление не подал). В 2007 году неизвестные сожгли его автомобиль «Volkswagen Passat»: поджог связывали как с бушевавшей серией поджогов машин в Москве, так и с профессиональной деятельностью арбитра.
Карьеру Карабанов завершил в 2015 году, став инспектором ФХР. С сезона 2012/2013 по 2016/2017 также судил матчи любительских и детских команд Москвы.